# Zosis geniculata
Espèce
Synonymes
- Aranea geniculata Olivier, 1789
- Uloborus zosis Walckenaer, 1841
- Zosis caraibe Walckenaer, 1841
- Orithya williamsii Blackwall, 1858
- Uloborus latreilleii Thorell, 1858
- Uloborus domesticus Doleschall, 1859
- Uloborus borbonicus Vinson, 1863
- Orithya luteolus Blackwall, 1865
- Uloborus spinitarsis Keyserling, 1887
- Uloborus geniculatus altissimus Franganillo, 1926
- Uloborus geniculatus humilis Franganillo, 1926
- Uloborus geniculatus quadripunctatus Franganillo, 1926
- Uloborus geniculatus similis Franganillo, 1926
- Uloborus geniculatus timorensis Schenkel, 1944
- Uloborus geniculatus fuscus Caporiacco, 1948
- Uloborus danolius Tikader, 1969
- Philoponella xiamenensis Xie, Peng, Zhang, Gong & Kim, 1997

Zosis geniculata est une espèce d'araignées aranéomorphes de la famille des Uloboridae.

## Distribution
Cette espèce est pantropical par introduction. Elle est originaire d'Amérique, elle s'observe du Sud des États-Unis au Brésil.
Elle a été introduite en Macaronésie, en Afrique de l'Ouest, aux Seychelles, en Inde, en Indonésie, aux Philippines, en Chine, Corée du Sud, au Japon, en Australie et à Hawaï.

## Description

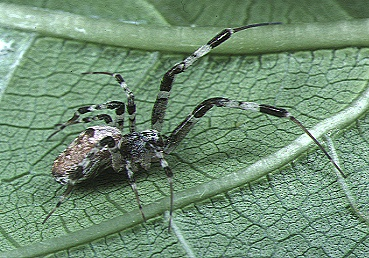
Zosis geniculata ♀

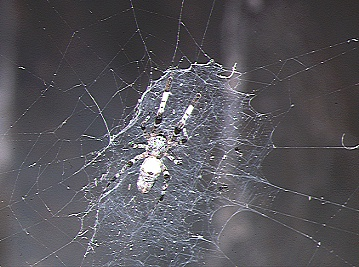
Zosis geniculata ♀

Les mâles décrits par Opell en 1979 mesurent de 4,0 à 6,3 mm et les femelles de 6,3 à 8,4 mm.

## Liste des sous-espèces
Selon World Spider Catalog (version 24.5, 26/10/2023) :
- Zosis geniculata fusca (Caporiacco, 1948)
- Zosis geniculata geniculata (Olivier, 1789)
- Zosis geniculata timorensis (Schenkel, 1944)

## Systématique et taxinomie
Cette espèce a été décrite sous le protonyme Aranea geniculata par Olivier en 1789. Elle est placée dans le genre Uloborus par Simon en 1892 puis dans le genre Zosis par Lehtinen en 1967.
Orithya luteolus a été placée en synonymie par Benoit en 1978.
Uloborus spinitarsis a été placée en synonymie par Davies en 1985.
Philoponella xiamenensis a été placée en synonymie par Song, Zhu et Chen en 1999.
Uloborus geniculatus altissimus, Uloborus geniculatus humilis, Uloborus geniculatus quadripunctatus et Uloborus geniculatus similis ont été placées en synonymie par Alayón et Sherwood en 2022.
Uloborus danolius a été placée en synonymie par en .

## Publications originales
- Olivier, 1789 : « Araignée, Aranea. » Encyclopédie Méthodique, Histoire Naturelle, Insectes, Paris vol. 4, p. 173-240.
- Schenkel, 1944 : « Arachnoidea aus Timor und China aus den Sammlungen des Basler Museums. » Revue suisse de Zoologie, vol. 51, p. 173-206 (texte intégral).
- Caporiacco, 1948 : « Arachnida of British Guiana collected in 1931 and 1936 by Professors Beccari and Romiti. » Proceedings of the Zoological Society of London, vol. 118, p. 607-747.